# 창덕궁 후원

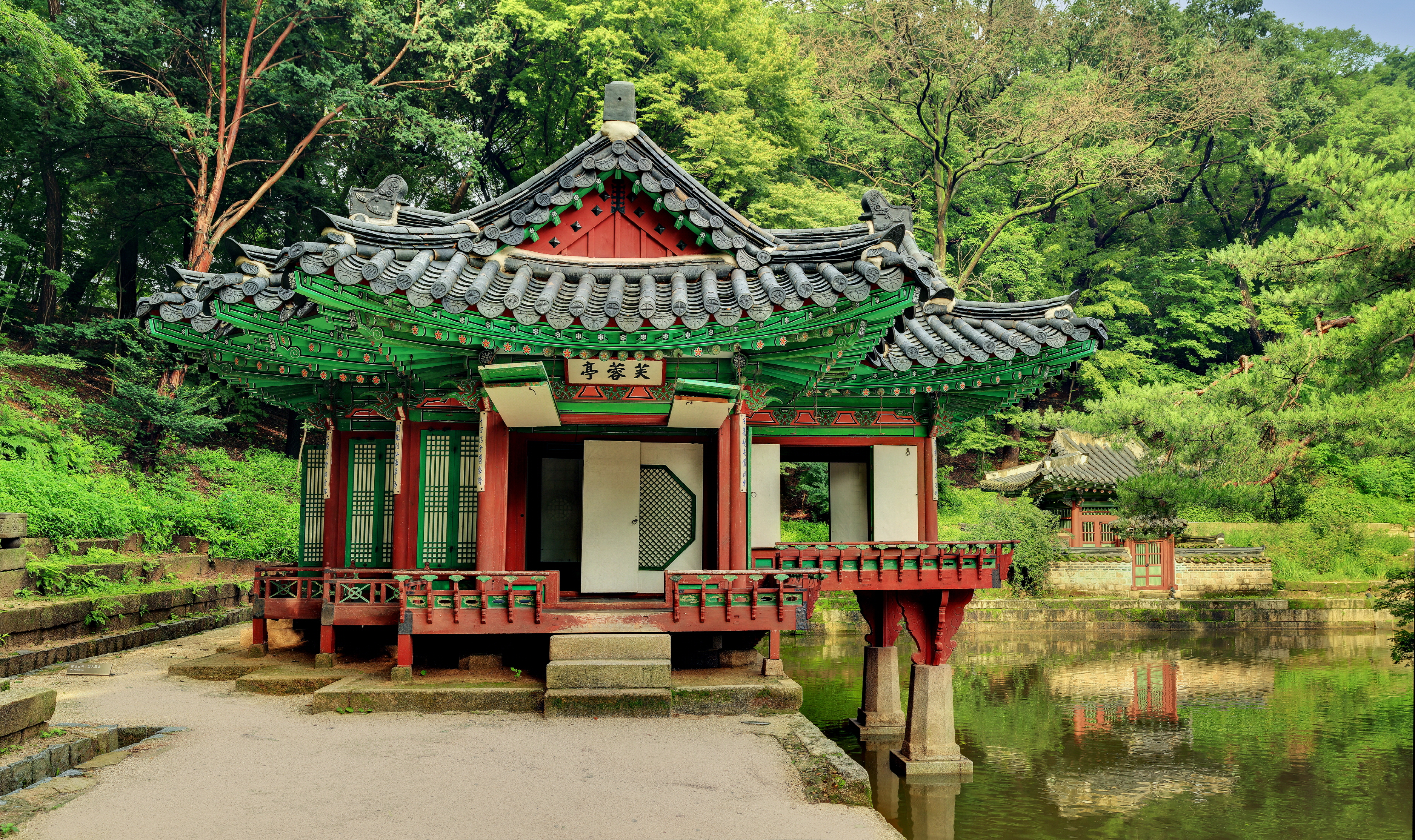
창덕궁 후원의 부용정

창덕궁 후원(昌德宮後苑) 또는 비원(祕苑)은 창덕궁 북쪽에 창경궁과 붙어 있는 한국 최대의 궁중 정원이다. 궁원(宮苑), 금원(禁苑), 북원(北苑), 후원(後園)으로도 불린다. 조선 시대 때 임금의 산책지로 설계된 후원으로 1405년(태종 5년) 10월에 별궁으로 지은 것인데, 이후 1592년(선조 24년)에 임진왜란 때에 불타 없어지고, 1609년(광해군 1년)에 중수했다. 많은 전각, 누각과 정자가 신축, 보수되어 시대에 따른 특색을 보여 준다.
정원에는 왕실 도서관이었던 규장각과 더불어, 영화당(映花堂), 주합루, 서향각(書香閣), 영춘루(迎春樓), 소요정(逍遼亭), 태극정(太極亭), 연경당(演慶堂) 등 여러 정자와 연못들, 물이 흐르는 옥류천이 있고, 녹화(綠化)된 잔디, 나무, 꽃들이 심어져 있다. 또한 수백종의 나무들이 26,000그루 넘게 심어져 있고, 이 중 일부는 300년이 넘은 나무들도 있다.
창경궁을 합한 창덕궁의 총면적 약 0.674km2(20만 3769평) 중 창경궁은 약 0.177km2(5만 3600여 평)이고, 비원은 약 0.205km2(6만 1937평)이다. 창덕궁 후원은 1997년에 창덕궁과 함께 세계문화유산으로 지정되었다.

## 건축

### 연경당 일대
연경당(演慶堂) 안채 선향재(善香齋) 농수정(濃繡亭) 장락문(長樂門) 장양문(長陽門) 수인문(修仁門) 통벽문(通碧門)

### 주합루 일대
주합루(宙合樓) 규장각(奎章閣) 서향각(書香閣) 어수문(魚水門) 희우정(喜雨亭) 사정기비각(四井記碑閣) 부용정(芙蓉亭) 부용지(芙蓉池) 영화당(映花堂) 춘당대(春塘臺) 천석정(千石亭)[제월광풍관]

### 애련지 일대
이안재(易安齋) 기오헌(의두합倚斗閤) 운경거(雲磬居) 애련정(愛蓮亭) 애련지(愛蓮池) 불로문(不老門) 금마문(金馬門)

### 옥류천 일대
후원의 깊은 곳에서 발원한 옥류천(玉流川)은 소요암(逍遙巖)에서 옥류천(玉流泉)을 이루며, 소요암이 보이는 곳에 소요정(逍遙亭)이 세워져 있다. 초가지붕을 인 청의정(淸漪亭)과 소요정 사이에 인조가 팠다고 전해지는 어정(御井)이 있으며, 어정의 샘물을 마시고 돌아가는 왕이 쉬도록 취한정(翠寒亭)을 세웠다. 옥류천 주위에는 후원 내에서 유일하게 높은 기단 위에 지어진 태극정(太極亭)이 있는데, 소요정·청의정·태극정을 한데 묶어 상림삼정(上林三亭)이라 칭한다. 행랑채와 같이 건립된 농산정(籠山亭), 존덕지에서 옥류천으로 가는 길에 지어진 취규정(聚奎亭)이 있다.

### 존덕정 일대
육각형의 이중 지붕이 특징인 존덕정(尊德亭)은 존덕지(尊德池)에 있는 정자로, 인조 때 만들어질 당시에는 육각정이라고 불렀다. 지붕이 부채꼴 모양인 관람정(觀纜亭)이 구조가 간결한 승재정(勝在亭)과 함께 반도지(半島池)에 건립되어 있다. 이 권역에는 왕세자가 독서하던 건물인 폄우사(砭愚榭) 또한 존재한다.

### 신선원전 일대
신선원전(新璿源殿) 일대는 신선원전과 몽답정(夢踏亭), 괘궁정(掛弓亭) 등으로 나타낼 수 있다. 현재 개방사업구간이 아니라 일반에게 공개되지 않고 있다. 현재의 신선원전의 위치는 대보단의 위치라기보다 대보단보다 동쪽이라고 볼 수 있다.

### 대보단 일대
숙종 30년인 1704년에 준공되었다. 제를 지내기 위한 제단으로, 각 면의 길이가 약 12미터 남짓하였던 것으로 기록되어 있다. 대보단(大報壇)의 부속 건물은 만세송은(萬世誦恩)이 있으며, 일제가 중국에게 제를 지내는 단을 허용할 리 없었다. 그래서 대보단을 없애고 덕수궁의 선원전을 옮겨다가 신선원전을 만들었다. 이미 그 이전 창덕궁에는 선원전이 있었다. 그래서 원래 선원전을 구선원전이라 한다.

### 기타 건물
빙천(氷川) 청심정(淸心亭) 빙옥지(氷玉池) 능허정(凌虛亭)

## 갤러리

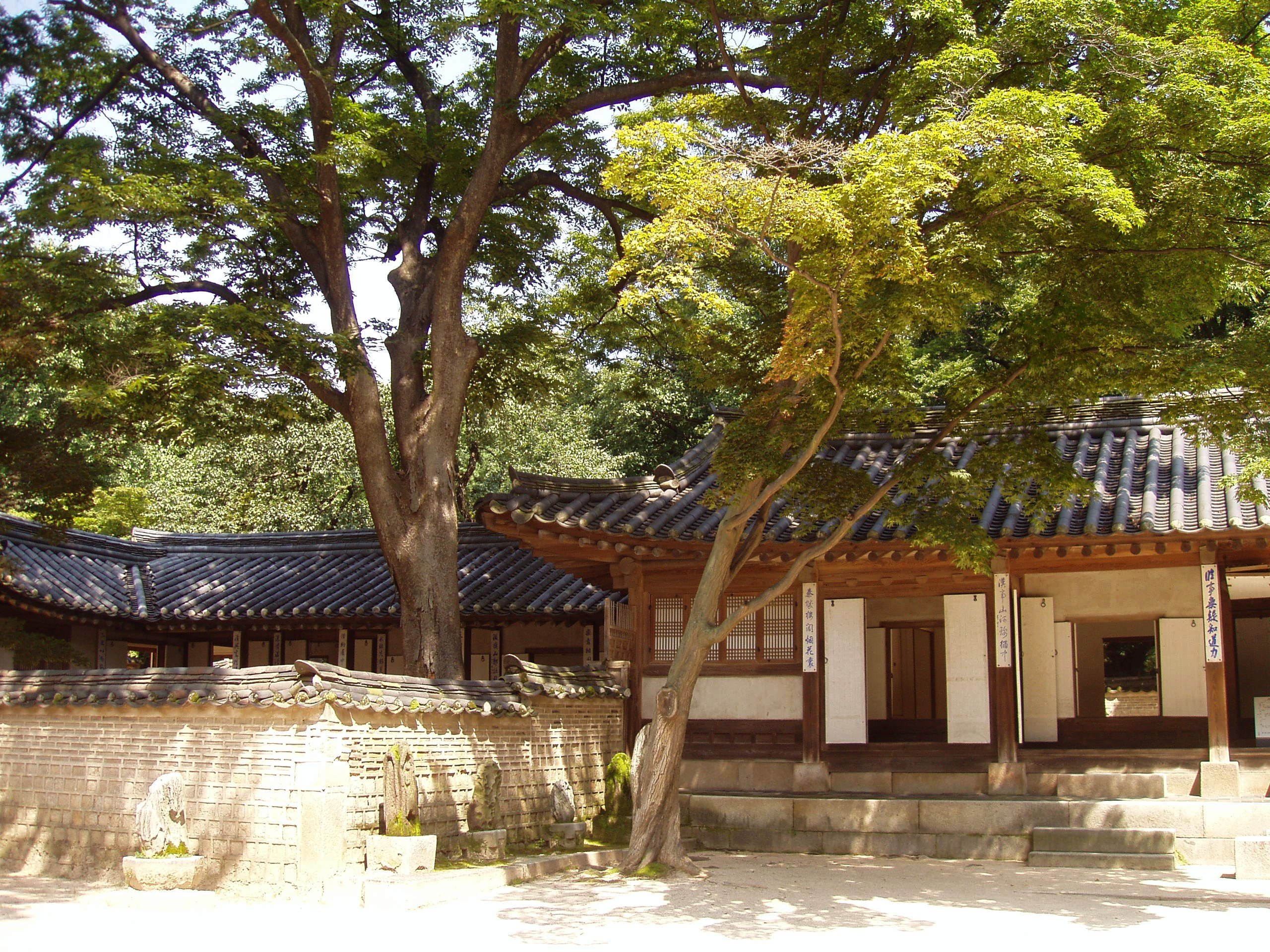
연경당
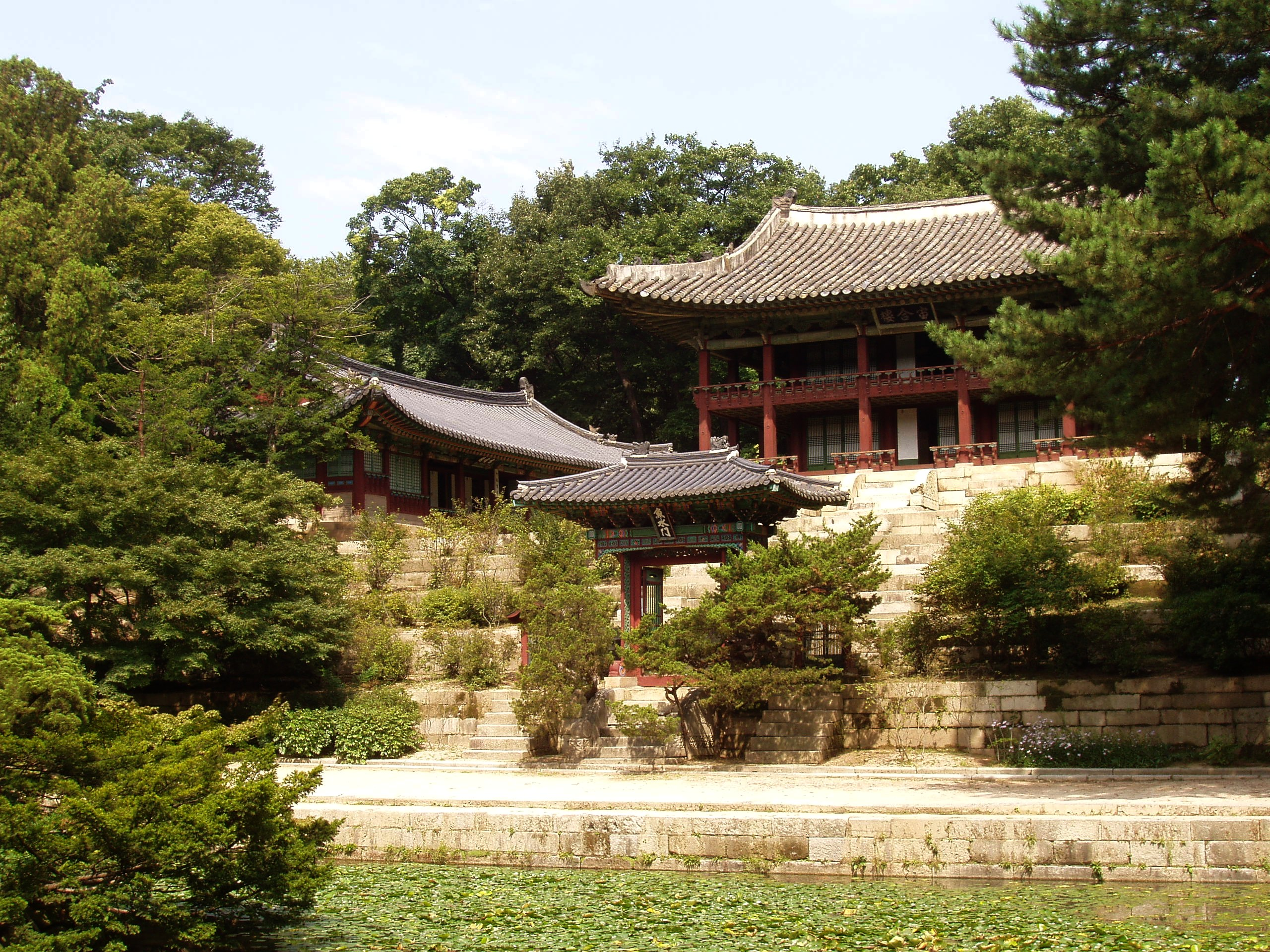
주합루·규장각
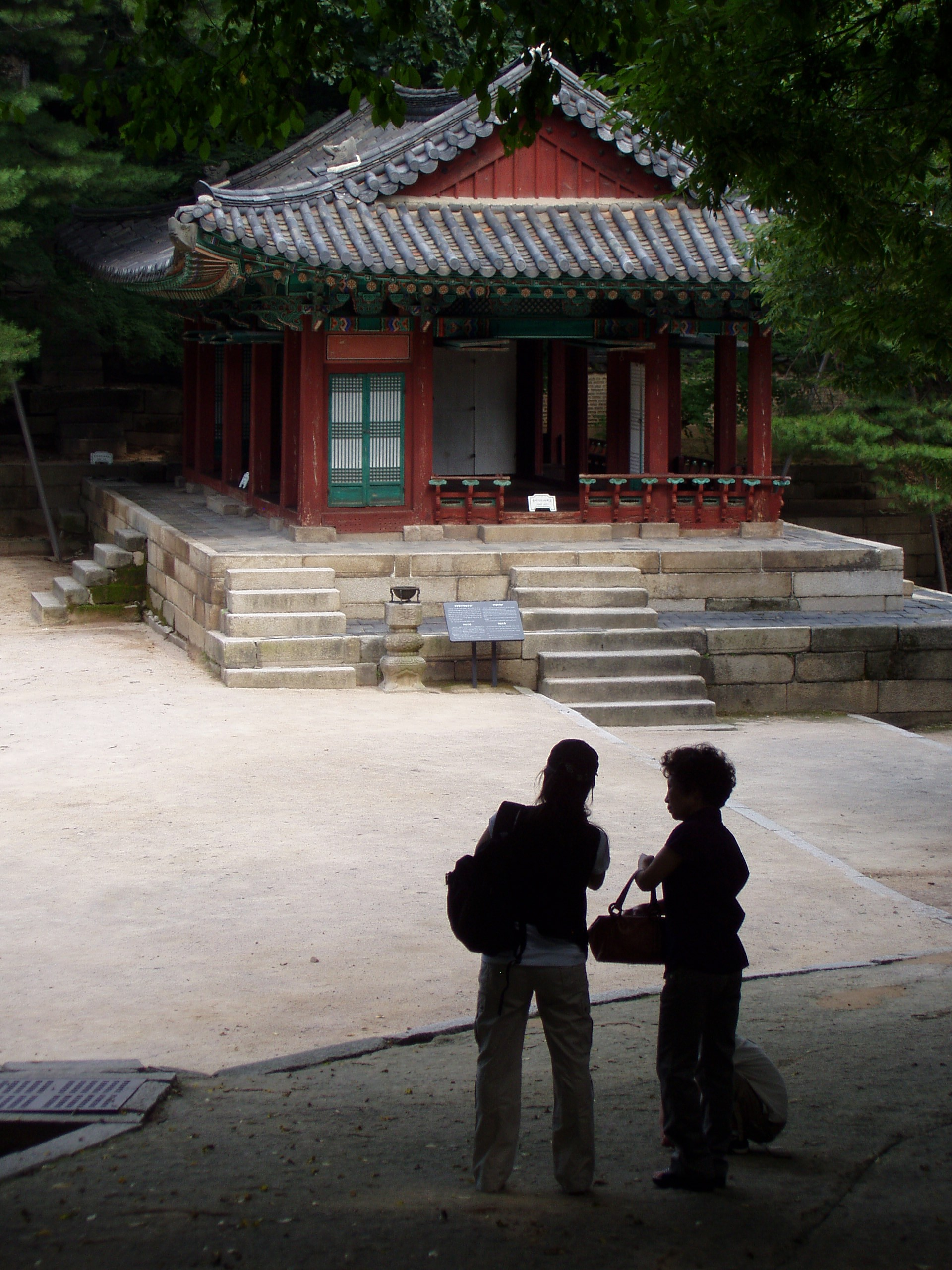
영화당
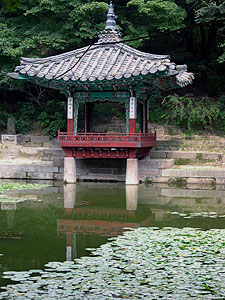
애련지·애련정
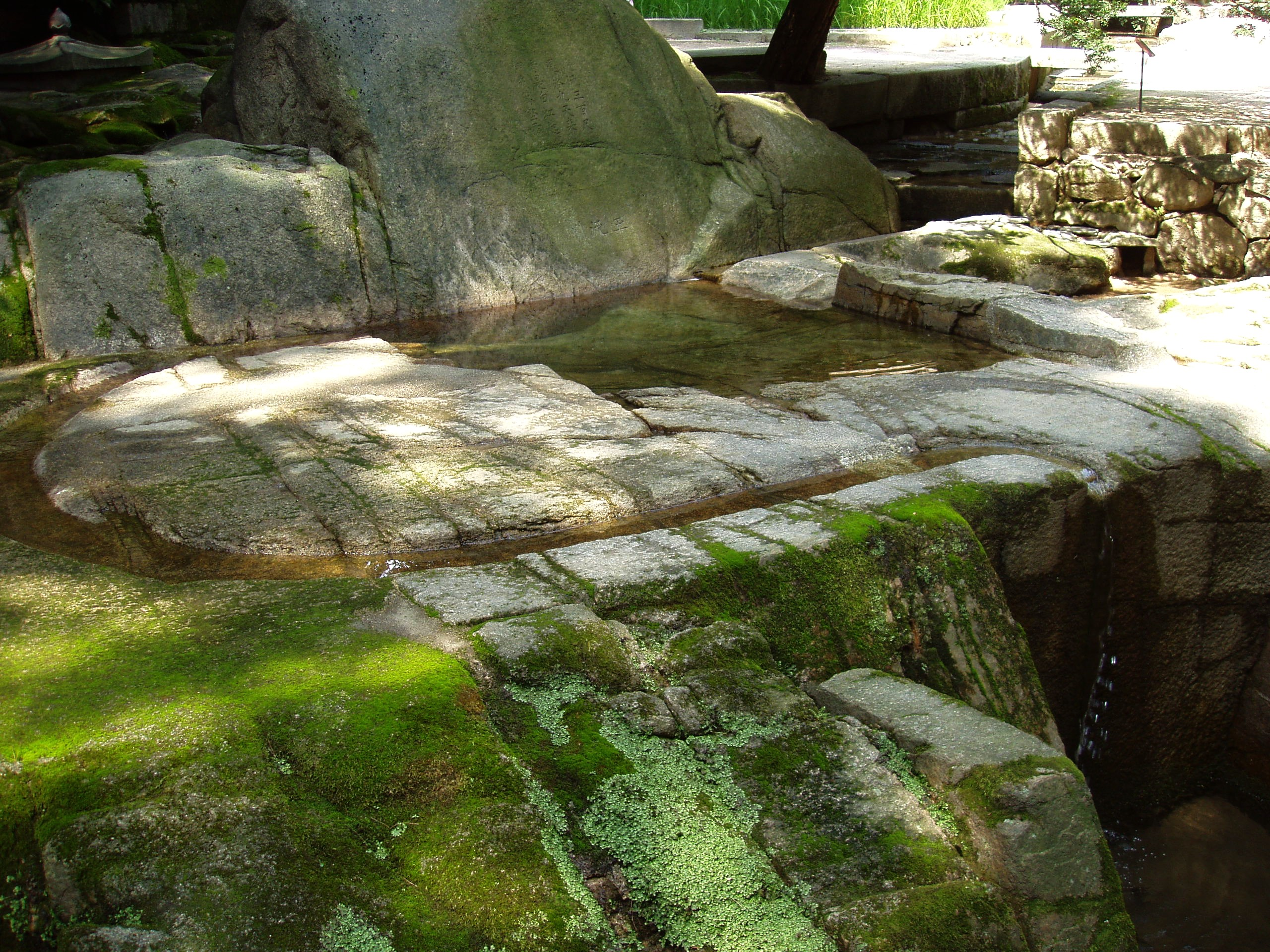
옥류천·소요암
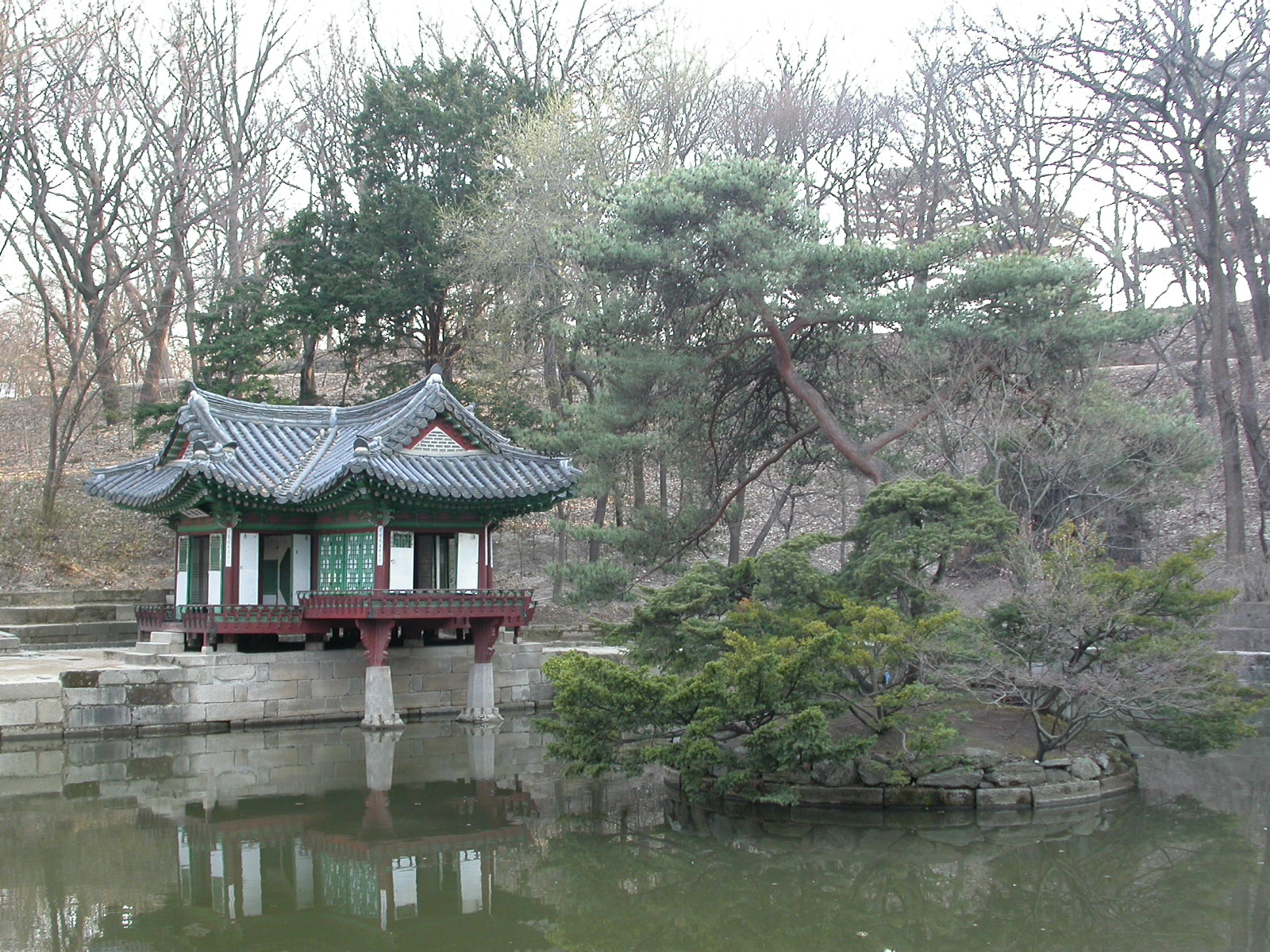
부용정
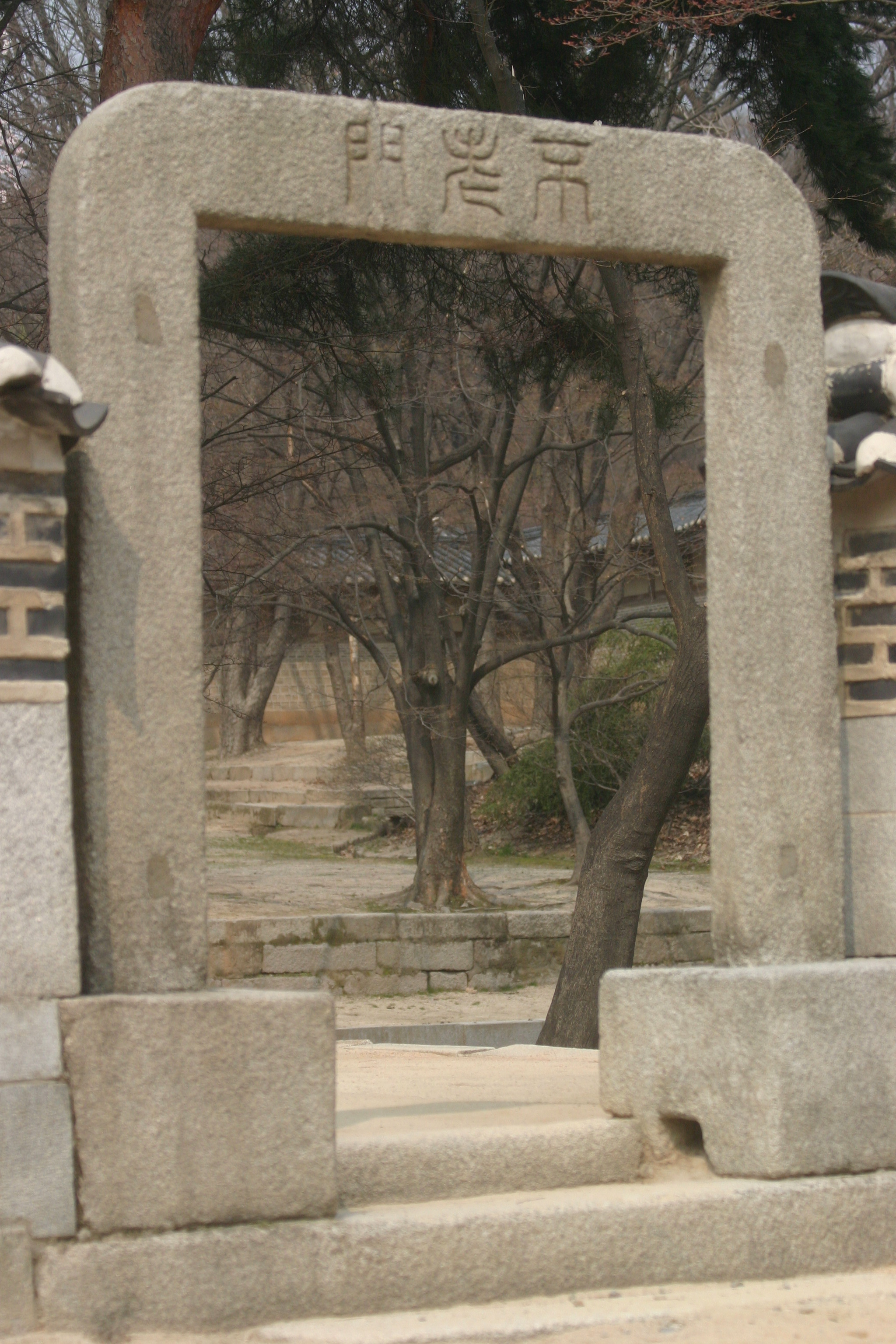
불로문

## 같이 보기
- 창덕궁